# Облігації внутрішніх державних позик
Облігації внутрішніх державних позик України (ОВДП) — державні боргові цінні папери, які випускає Міністерство фінансів України. Мінфін використовує ОВДП, щоб залучити додаткові грошові ресурси на потреби бюджету. Крім того, за рахунок ОВДП може здобуватися додатковий випуск акцій банків та надаватися ресурс ФГВФО в якості кредиту.

## Види ОВДП
Облігації внутрішніх державних позик, як і інші державні облігації України, можуть бути:
- довгострокові — понад п'ять років;
- середньострокові — від одного до п'яти років;
- короткострокові — до одного року.

ОВДП також розрізняються за видами валют, у яких вони номіновані; можуть бути з достроковим погашенням чи без такого; з індексованою вартістю; амортизаційні.

### «Військові облігації»
Ще до початку АТО, 1 квітня 2014 року, Кабмін доручив Міністерству фінансів розмістити облігації внутрішньої державної позики «Військові облігації» з метою надати фінансову допомогу Збройним Силам. Всього запозичення планувалися в обсязі до 1 млрд гривень, на два роки, під 7 процентів річних.
Мінфіном було здійснено випуск зазначених облігацій на номінальну суму 100 060 тис. грн за такими основними умовами: номінальна вартість однієї облігації — 1000 грн, строк обігу — 2 роки, купонний період — 6 місяців, ставка доходу — 7 % річних. Надходження до державного бюджету від випуску зазначених облігацій склали 100 364,3 тис. гривень. Видатки з обслуговування облігацій склали 14 002,7 тис. грн, погашення облігацій було здійснено 27.07.2016 р. у сумі 100 060,0 тис. гривень.
З початку повномасштабної війни 24 лютого 2022 року Уряд України залучив від продажу ОВДП на аукціонах 211,6 млрд грн в еквіваленті. На погашення за внутрішніми борговими цінними паперами спрямовано 198 955,2 млн грн, 2 090,2 млн дол. США та 662,6 млн євро.
Найбільший обсяг цих цінних паперів, як і раніше, сконцентрований банками — первинними дилерами. Другим за обсягом є портфель військових облігацій у власності громадян та бізнесу України. Обсяг облігацій внутрішньої державної позики у власності нерезидентів становить 2 241,1 млн грн та 9 млн дол. США.

## Умови випуску
Міністерство фінансів розміщує випуски ОВДП виключно на внутрішньому фондовому ринку. Номінальна вартість ОВДП становить 1000 гривень, також може бути визначена в іноземній валюті.
Пред'явнику цих облігацій Україна гарантує відшкодування їх номінальної вартості з виплатою обумовленого купонного (процентного) доходу.
Кожному випуску присвоюється ISIN (міжнародний ідентифікаційний номер цінних паперів, англ. International Securities Identification Number), визначається валюта, в якій номіновано папери, термін обігу, доходність у процентах річних, кількість паперів, дати розміщення (тобто проведення аукціонів на первинному ринку) і погашення (дата повної виплати номіналу та всіх процентів). Наприклад:
| ISIN       | UA4000209001              |
| Валюта     | UAH                       |
| Термін     | 97 днів (короткострокові) |
| Доходність | 18,50 %                   |
| Кількість  | 5 537 943 шт.             |
| Розміщення | 28.04.2020 05.05.2020     |
| Погашення  | 05.08.2020                |

Розміщення ОВДП здійснюється виходячи з поточних потреб фінансування Державного бюджету України.

## Регулятори
Міністерство фінансів відповідно до Постанови Кабінету Міністрів України від 31 січня 2001 року № 80 «Про випуск облігацій внутрішніх державних позик» здійснює розміщення ОВДП на аукціонах через Національний банк України, який виконує операції з обслуговування державного боргу, пов'язані з розміщенням ОВДП, їх погашенням і виплатою доходів за ними, а також провадить депозитарну діяльність щодо цих цінних паперів.
Відповідно до своїх повноважень Мінфін:
1. розробляє та оприлюднює орієнтовні графіки розміщення ОВДП, визначає час та обсяги розміщення облігацій (затверджений графік, а також зміни до нього періодично розміщуються на офіційному вебсайті Міністерства);
2. визначає форми та шляхи розміщення ОВДП, встановлює терміни обігу ОВДП, дати їх погашення та сплати купонного доходу (для купонних облігацій);
3. встановлює граничний рівень дохідності ОВДП, відповідно до якого задовольняються заявки учасників розміщення облігацій;
4. оприлюднює інформацію про результати розміщення ОВДП;
5. оформляє випуски ОВДП глобальними сертифікатами;
6. забезпечує своєчасне погашення ОВДП та сплату доходу за ними[6].

Депозитарієм ОВДП, тобто установою, яка веде їх централізований облік у бездокументарній формі, є Національний банк України.
З метою сприяння залучення іноземних інвестицій в ОВДП Нацбанк та міжнародний депозитарій цінних паперів Clearstream 13 березня 2019 року підписали угоду про кореспондентські відносини.

## ОВДП як об'єктінвестування
Купити ОВДП можуть як юридичні особи, так і громадяни, резиденти та нерезиденти. Купівля паперів відбувається через уповноважену особу — торговця. Торговцем (брокером) є банк або інвестиційна компанія, які мають ліцензію торговця, необхідну для здійснення операцій на фондовому ринку.
ОВДП належить до низькоризикових видів інвестування, оскільки їх погашення у повному обсязі (100 % номіналу) гарантується державою. У порівнянні з депозитами, вони мають вищу кінцеву дохідність.
Витрати за угодами з ОВДП можуть включати комісії торговця та обслуговуючого банку, проте (на відміну від депозитів) вони звільнені від податку на доходи фізичних осіб.
Коли інвестор достроково (до дати погашення випуску) бажає вийти з інвестиції, він подає заявку брокеру на продаж паперу на вторинному ринку. При цьому ціна ОВДП на момент продажу може бути як вище, так і нижче ціни купівлі. Якщо вона є вищою, інвестор отримує додатковий доход.
Таким чином, ОВДП можуть забезпечувати кілька видів доходу:
1. Купонні виплати: за державними облігаціями (як правило, крім військових) виплачується фіксована ставка процента, відома як купонний платіж. Цей платіж здійснюється періодично (наприклад, раз на півроку або раз на рік) і становить відсоток від номінальної вартості облігації.
Умови отримання: Якщо купонні платежі передбачені умовами випуску ЦП.
2. Приріст капіталу: державні облігації також можуть збільшуватися в ціні з часом, що призводить до приросту капіталу, якщо облігація продається за вищою ціною, ніж була придбана. У випадку, якщо інвестор не продає облігацію, вона погашається за номінальною ціною в кінці терміну обігу.
Умови отримання: Якщо ціна продажу або номінал ЦП вище за ціну купівлі.

### Доходність
Доходність облігацій оцінюється як номінальна та ринкова. Номінальна доходність встановлється емітентом (Мінфіном) і є незмінною. Ринкова доходність є динамічною і залежить від ринкової ціни облігації, за якою вона продається на вторинному ринку. Торговцями тут виступають комерційні банки, інвестиційні компанії та брокери; військові папери також можна придбати через застосунок «Дія». На ринкову вартість облігацій впливає, перш за все, облікова ставка НБУ.

## Поточний стан ринку ОВДП
Станом на 1 березня 2023 року в обігу знаходяться 1 333 918 617 облігацій номінальною вартістю 1000 гривень кожна. Ці облігації зі 194 випусків, майже всі — гривневі. Крім національної валюти, випущені також ОВДП у доларах США та євро. Термін їх обігу — від 162 до 10 992 днів; середній термін обігу — 4387 днів.
Роки розміщення — від 2013 до 2023. Роки погашення — від 2023 до 2052.
Номінальний рівень дохідності для гривні становить від 5,00 до 19,75 %.
Активними користувачами цього інструменту традиційно є державні банки. За даними НБУ, на 1 березня 2020 банки мали у власності ОВДП на загальну суму 322 млрд грн (номінальна вартість). При цьому 85 % ОВДП було сконцентровано в портфелях чотирьох державних банків: Приватбанку (43 %), Ощадбанку (23 %), Укрексімбанку (11 %) та Укргазбанку (8 %).
Обсяг угод на вторинному ринку до війни стабільно зростав:
| 2017 р. | 52,367 млрд грн |
| 2018    | 71,945          |
| 2019    | 122,850         |
| 2020    | 173,716         |
| 2021    | 209,537         |
| 2022    | 124,932         |